# Beaufort County (South Carolina)
Beaufort County ist ein County im Bundesstaat South Carolina der Vereinigten Staaten. Das U.S. Census Bureau hat bei der Volkszählung 2020 eine Einwohnerzahl von 187.117 ermittelt. Der Verwaltungssitz (County Seat) ist Beaufort.

## Geographie
Das County liegt im Süden von South Carolina, grenzt im Südosten an den Atlantischen Ozean und hat eine Fläche von 2390 Quadratkilometern, wovon 870 Quadratkilometer Wasserfläche sind. Es grenzt im Uhrzeigersinn an folgende Countys: Colleton County, Jasper County und Hampton County.

## Geschichte
Beaufort County wurde 1769 zuerst als Gerichtsbezirk gebildet. Am 18. April 1868 erhielt es den Status eines eigenständigen Countys. Der Name geht auf Henry Somerset, 2. Duke of Beaufort, zurück, der Lord Proprietor in der Provinz Carolina gewesen war.
Fünf Orte im County haben den Status einer National Historic Landmark. 72 Bauwerke und Stätten des Countys sind im National Register of Historic Places (NRHP) eingetragen (Stand 26. Juli 2018).

## Demografische Daten

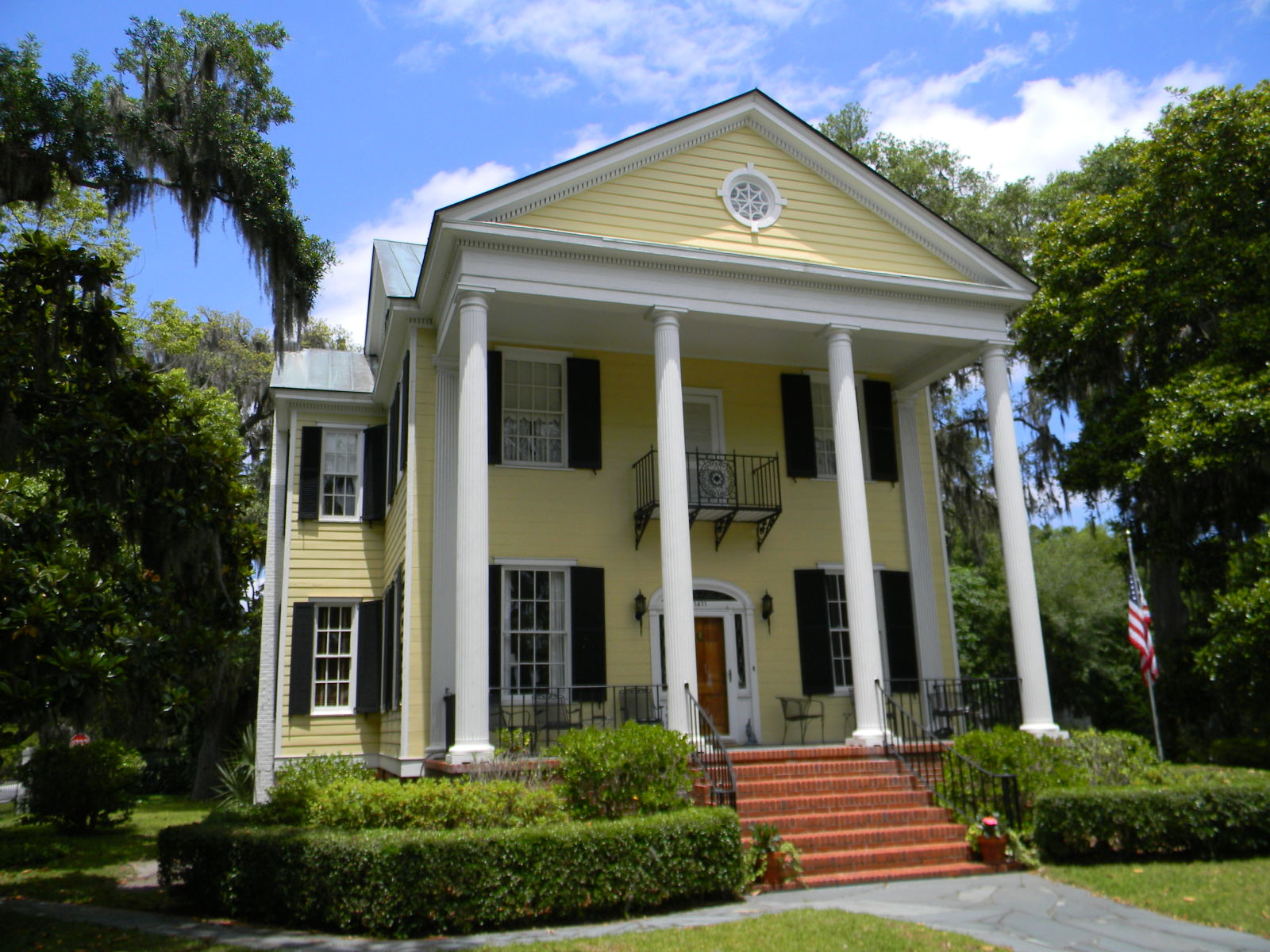
Haus im Beaufort Historic District. Dieser Historic District ist eine von fünf National Historic Landmarks im County.

Nach der Volkszählung im Jahr 2000 lebten im Beaufort County 120.937 Menschen in 45.532 Haushalten und 33.056 Familien. Die Bevölkerungsdichte betrug 80 Einwohner pro Quadratkilometer. Ethnisch betrachtet setzte sich die Bevölkerung zusammen aus 70,66 Prozent Weißen, 23,98 Prozent Afroamerikanern, 0,27 Prozent amerikanischen Ureinwohnern, 0,79 Prozent Asiaten, 0,05 Prozent Bewohnern aus dem pazifischen Inselraum und 2,84 Prozent aus anderen ethnischen Gruppen; 1,41 Prozent stammten von zwei oder mehr Ethnien ab. 6,79 Prozent der Bevölkerung waren spanischer oder lateinamerikanischer Abstammung.
Von den 45.532 Haushalten hatten 30,4 Prozent Kinder unter 18 Jahre, die bei ihnen lebten. 58,2 Prozent waren verheiratete, zusammenlebende Paare, 11,0 Prozent waren allein erziehende Mütter, 27,4 Prozent waren keine Familien, 21,5 Prozent waren Singlehaushalte und in 8,3 Prozent lebten Menschen mit 65 Jahren oder darüber. Die Durchschnittshaushaltsgröße betrug 2,51 und die durchschnittliche Familiengröße betrug 2,90 Personen.
23,3 Prozent der Bevölkerung war unter 18 Jahre alt. 12,0 Prozent zwischen 18 und 24, 27,2 Prozent zwischen 25 und 44, 22,1 Prozent zwischen 45 und 64 und 15,5 Prozent waren 65 Jahre alt oder älter. Das Durchschnittsalter betrug 36 Jahre. Auf 100 weibliche Personen kamen 102,4 männliche Personen und auf 100 Frauen im Alter von 18 Jahren und darüber kamen 102 Männer.
Das jährliche Durchschnittseinkommen eines Haushalts betrug 46.992 USD, das Durchschnittseinkommen einer Familie betrug 52.704 USD. Männer hatten ein Durchschnittseinkommen von 30.541 USD, Frauen 25.284 USD. Das Prokopfeinkommen betrug 25.377 USD. 8,0 Prozent der Familien und 10,7 Prozent der Bevölkerung lebten unterhalb der Armutsgrenze.

## Orte im Beaufort County
Im Beaufort County liegen sechs Gemeinden, davon zwei Cities und vier Towns. Zu Statistikzwecken führt das U.S. Census Bureau zehn Census-designated places, die dem County unterstellt sind und keine Selbstverwaltung besitzen. Diese sind wie die Unincorporated Communities gemeindefreies Gebiet.
City
- Beaufort
- Hardeeville

Towns
| - Bluffton - Hilton Head Island | - Port Royal - Yemassee 1 |

Census-designated places (CDP)
| - Burton - Dale - Daufuskie Island - Fripp Island | - Harbor Island - Laurel Bay - Lobeco - Seabrook | - Sheldon - Shell Point |

andere Unincorporated Communities
| - Bloody Point - Frogmore - Okatie | - Pritchardville - Sun City |